# Gottlieb Theodor Becker
Gottlieb Theodor Becker (* 31. Juli 1812 in Aschersleben; † 21. Juni 1869 in Wittenberg) war ein deutscher Pädagoge.

## Leben
Der Sohn eines Tuchmachermeisters, besuchte von 1823 bis 1831 das Gymnasium in Eisleben. Danach bezog er die Universität Halle-Wittenberg, wo er sich dem Studium der  Philologie und Philosophie widmete. Er hörte dort philologische Vorlesungen bei Gottfried Bernhardy, Moritz Hermann Eduard Meier und Friedrich Ritschl, historische und altdeutsche bei Heinrich Leo, philosophische bei Hermann Friedrich Wilhelm Hinrichs und Julius Schaller (1810–1868), Exegese des Alten und Neuen Testaments bei August Tholuck und Wilhelm Gesenius, zudem naturwissenschaftliche und mathematische Vorlesungen.
Nachdem er 1835 mit der Arbeit de proverbiis Graecorum einen Preis gewonnen hatte, begann er 1836 sein Lehrerprobejahr an der Lateinischen Hauptschule in Halle (Saale).  Nach Absolvierung desselben, wurde er daselbst Hilfslehrer, Ostern 1838 Adjunkt und 1839 als Kollaborator angestellt, in welcher Stellung er zugleich Erzieher am Waisenhause für die Abteilung der Gymnasiasten wurde.
1840 promovierte er mit der Arbeit De ideis Platonis zum Doktor der Philosophie und zog 1844 als Lehrer für Deutsch und Geschichte an das Lyceum nach Wittenberg. Hier hatte er zugleich die oberen Klassen im Turnen unterrichtet.
Ostern 1868 erkrankte er, so dass er sich aus seinem Dienstverhältnis beurlauben lassen musste. Nach einem Jahr pensionierte man ihn und wenige Monate später verstarb er.

## Werke
- Über Methodik des Gymnasialunterrichtes. In: Halle’sche Jahrbücher. 1838
- Gegen Dr. M Axts "Über den Zustand der heutigen Gymnasien". In: Halle’sche Jahrbücher. 1839
- Über Zellers Platonische Studien. In: Halle’sche Jahrbücher. 1840
- De ideis Platonis. Diss. inaug. Halle 1840
- Goethes „Hermann und Dorothea“, besonders zum Gebrauch in höheren Unterrichtsanstalten erläutert. Halle 1852 (Online)
- Das Sprichwort in nationaler Bedeutung. Wittenberg 1851 (Digitalisat)
- Die Orestessage der Griechen bis zu den Tragikern. Wittenberg 1858 (Digitalisat)
- Verschiedene Aufsätze (Besprechungen und Erklärungen einzelner Gedichte von Schiller, Goethe und Uhland) in: Der Praktische Schulmann Zeitschr. v. Friedrich Körner; verschiedene Abhandlungen in der Pädagogische Revue. von Karl Gottfried Scheibert